# Två plus fyra-fördraget
Två plus fyra-fördraget (engelska: Treaty on the Final Settlement with Respect to Germany) är det fördrag som slutligt reglerade andra världskrigets segrarmakters relation till de två dåvarande tyska staterna och som banade väg för den tyska återföreningen den 3 oktober 1990. I avtalet förklarades också att det mellan länderna numera rådde fred. Fördraget avslutade därmed formellt det krigstillstånd som hade rått mellan Tyskland och de övriga makterna sedan andra världskriget och fördraget ersatte den traditionella formen av fredsfördrag.
Två plus fyra-fördraget skrevs under i Moskva den 12 september 1990. Det signerades av Västtyskland och Östtyskland som reglerade sina inbördes relationer. Avtalet undertecknades också av de fyra segrarmakterna från andra världskriget, USA, Sovjetunionen, Frankrike och Storbritannien, som därmed gav klartecken för Tysklands återförening. Segrarmakterna avsade sig även alla de rättigheter som de tidigare haft i Tyskland, vilket bland annat ledde till att de lämnade Berlin, där de fyra ockupationszonerna upphörde och staden återförenades.
Även om Två plus fyra-fördraget undertecknades av Västtyskland och Östtyskland som separata stater, har det ratificerats av det förenade Tyskland, Förbundsrepubliken Tyskland, i enlighet med villkoren i fördragets avtal.
Avtalet skrevs under av utrikesministrarna Hans-Dietrich Genscher (Västtyskland), Lothar de Maizière (Östtyskland; de Maizière var samtidigt sitt lands regeringschef), Roland Dumas (Frankrike), Eduard Sjevardnadze (Sovjetunionen), Douglas Hurd (Storbritannien) och James Baker (USA).
Efter att nödvändiga ratificeringar klarats av, trädde fördraget i kraft den 15 mars 1991 och Tyskland fick sin fulla suveränitet.

## Villkor
I militära frågor stipulerades att
- Alla sovjetiska trupper skulle ha lämnat östra delen av Tyskland senast 1994
- Tyskland skulle begränsa sina väpnade styrkor till maximalt 370 000 soldater (Bundeswehr) samt ej ha fler än 345 000 soldater i armén (Das Heer) och flygvapnet (Luftwaffe)
- Tyskland genom att skriva under avtalet bekräftade att man inte skulle tillverka eller inneha kärnvapen, biologiska och kemiska vapen (s.k. CBRN-vapen), och i synnerhet att icke-spridningsavtalet skulle fortsätta att gälla fullt ut för Förbundsrepubliken Tyskland
- Tyskland skulle avsäga sig att utländska väpnade styrkor, kärnvapen eller bärare av kärnvapen skulle tillåtas i det forna Östtyskland, vilket gjorde denna del av Tyskland till en permanent kärnvapenfri zon

Ett annat av fördragets krav var att Tyskland erkände Oder–Neisse-linjen mot Polen som landets östra gräns. Vid Potsdamkonferensen 1945 hade de fyra allierade beslutat att Tyskland skulle behålla 1937 års gränser. Där fastställdes också att Oder–Neisse-linjen bara skulle vara en temporär gränslinje och att Tysklands östra gräns skulle avgöras i ett framtida fredsavtal. År 2010 publicerade den tyska tidskriften Der Spiegel uppgifter som hävdade att sovjetledningen hade erbjudit Västtyskland Kaliningrad mot betalning, något som dock förnekas av Sovjetunionens sista ledare Michail Gorbatjov. Västtyskland sades däremot ha ansett att en återförening med Östtyskland var landets prioritet och menat att Kaliningradregionen vore ett sovjetiskt problem. Den 14 november 1990 undertecknande Tyskland fördraget om den tysk-polska gränsen.